# Sea Palling
Sea Palling är en by och en civil parish i North Norfolk i Norfolk i England. Orten har 655 invånare (2011). Byn nämndes i Domedagsboken (Domesday Book) år 1086, och kallades då Pal(l)inga.